# Taillet
Taillet (katalanisch Tellet) ist eine französische Gemeinde mit 106 Einwohnern (Stand 1. Januar 2022) im Département Pyrénées-Orientales in der Region Okzitanien. Sie gehört zum Arrondissement Céret und zum Kanton Le Canigou.

## Nachbargemeinden
Nachbargemeinden von Taillet sind Calmeilles im Norden, Oms im Osten, Reynès im Süden, Montbolo im Südwesten und Saint-Marsal im Westen. An der westlichen Gemeindegrenze verläuft das Flüsschen Ample.

## Bevölkerungsentwicklung
| Jahr      | 1962 | 1968 | 1975 | 1982 | 1990 | 1999 | 2013 |
| Einwohner | 85   | 56   | 47   | 52   | 74   | 83   | 128  |

## Sehenswürdigkeiten
- Kirche Sainte-Valentin (12. Jahrhundert)
- Kirche Notre-Dame del Roure (12. Jahrhundert)
- Dolmen Caixa del Camp de l‘Obra

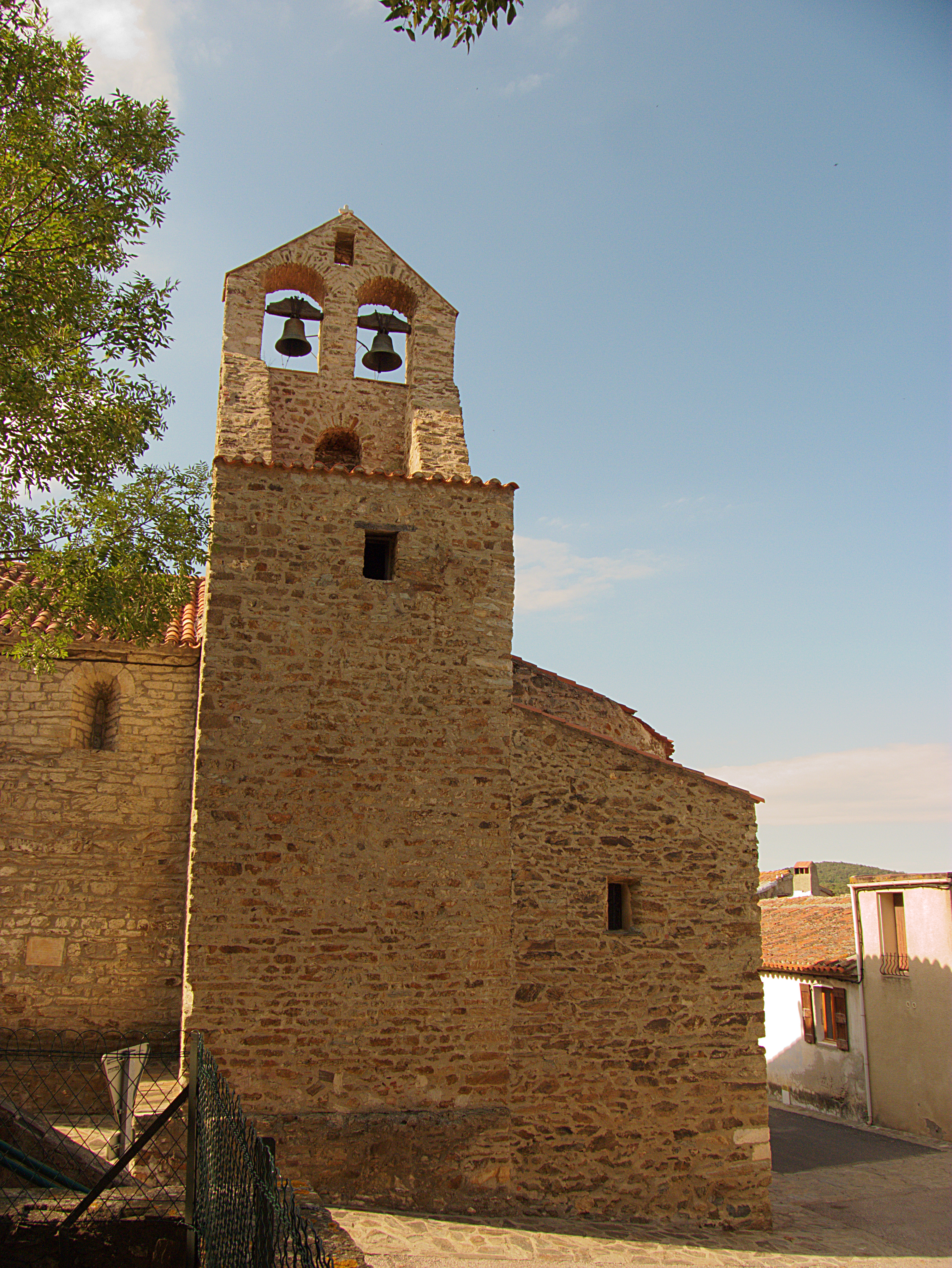
Kirche Saint-Valentin
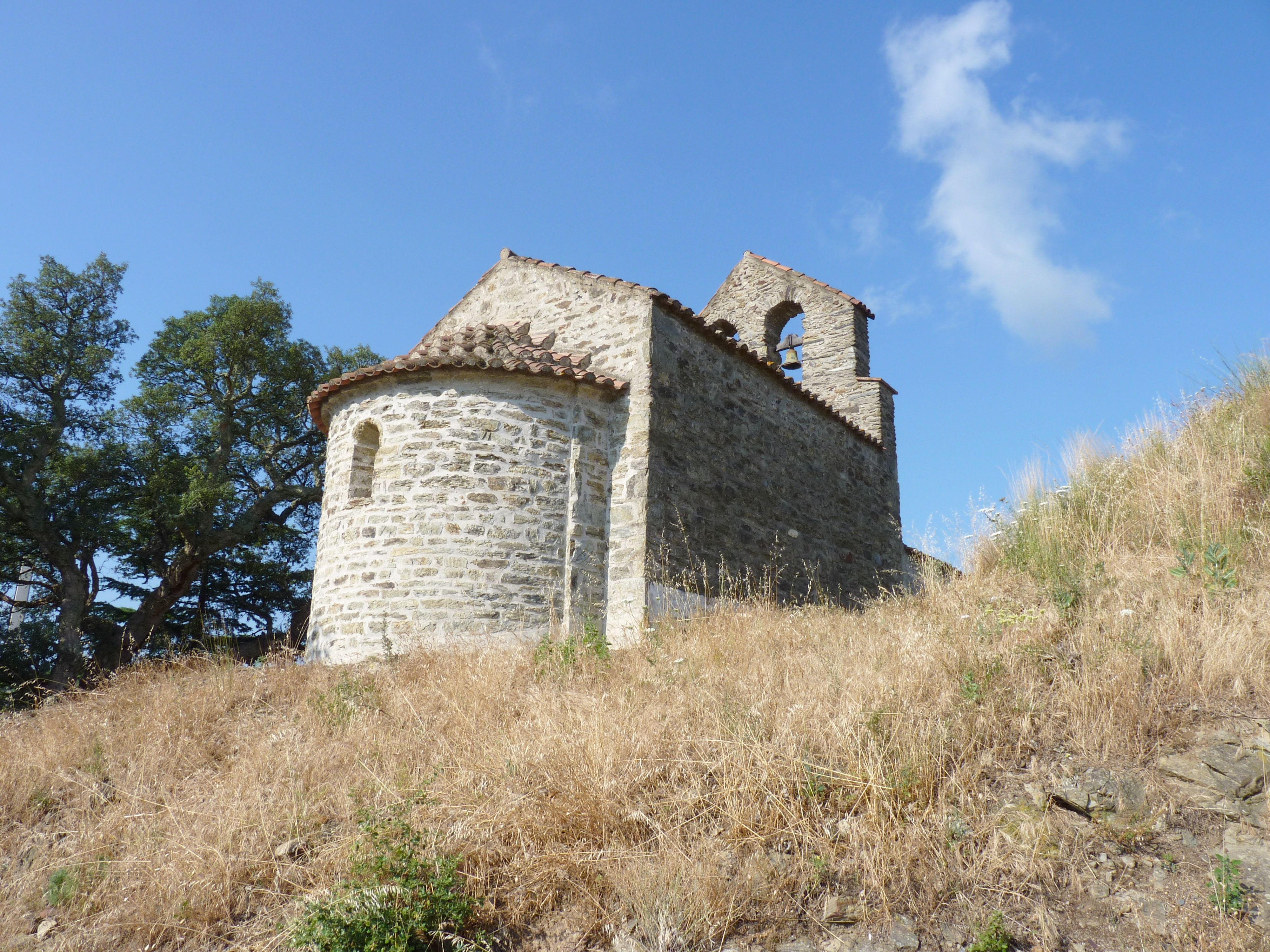
Kirche Notre-Dame de la Roure
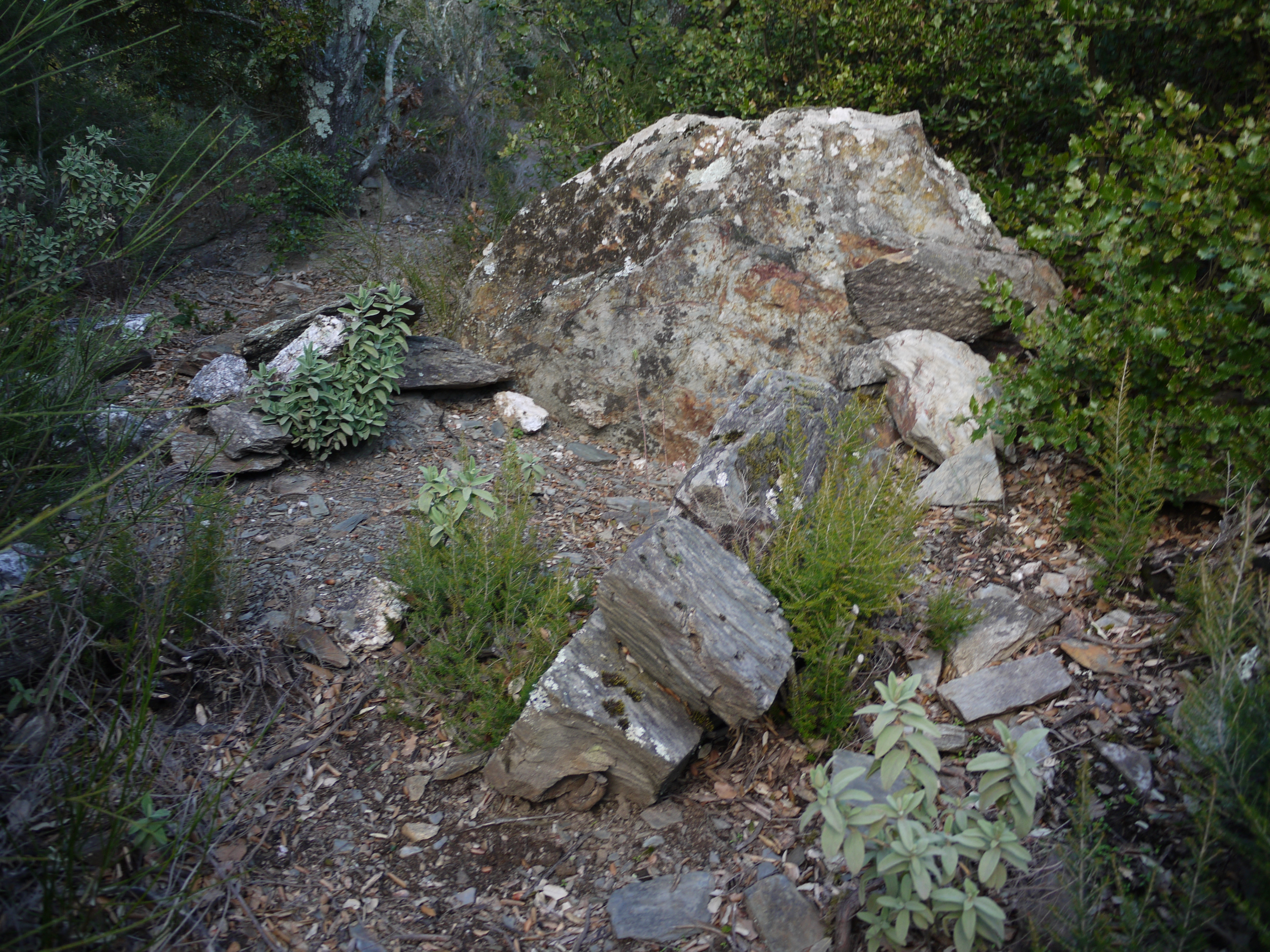
Caixa del Camp de l'Obra